# 그람 행렬
다음은 그람 행렬에 관한 설명이다.
실수체에서 정의하는경우 , 그람 매트릭스(그람 행렬) G는 어떤 벡터 M 과 그들의 집합 V를 예약했을때, 이들의 내적 곱의 모든 경우의 행렬 표현이다.
즉,
G(ij) = Vi(T) Vj
□(T)는 전치

## 그람 행렬식
그람 행렬식(Gram determinant)은 그람 행렬(Gram matrix)의 행렬식이다.
{\displaystyle G(x_{1},\dots ,x_{n})={\begin{vmatrix}\langle x_{1},x_{1}\rangle &\langle x_{1},x_{2}\rangle &\dots &\langle x_{1},x_{n}\rangle \\\langle x_{2},x_{1}\rangle &\langle x_{2},x_{2}\rangle &\dots &\langle x_{2},x_{n}\rangle \\\vdots &\vdots &\ddots &\vdots \\\langle x_{n},x_{1}\rangle &\langle x_{n},x_{2}\rangle &\dots &\langle x_{n},x_{n}\rangle \end{vmatrix}}}
그람 행렬식은 또한 벡터의 외적 대수로 표현될 수 있다.
{\displaystyle G(x_{1},\dots ,x_{n})=\|x_{1}\wedge \cdots \wedge x_{n}\|^{2}}
그램 행렬은 등거리변환에서 벡터 Vi를 결정한다.

## 정부호행렬M{\displaystyle M}에 대한 성질
복소수체에서 {\displaystyle n\times n} 복소수 양의 정부호행렬 {\displaystyle M}에 대해 다음의 성질이 성립한다.
- 어떠한 선형 독립인 벡터 {\displaystyle x_{1},\cdots ,x_{n}}가 존재할때, {\displaystyle M_{ij}=x_{i}^{*}x_{j}}가 성립한다면 {\displaystyle M}은 그람행렬이다.
- □*는 켤레전치
- 고윳값이 모두 양수이다.

## 같이 보기
- 에르미트행렬
- 해밀턴 행렬
- 공분산행렬
- 궤도겹침행렬

## 참고
- “Gram matrix”. 《Encyclopedia of Mathematics》 (영어). Springer-Verlag. 2001. ISBN 978-1-55608-010-4.
- Volumes of parallelograms 보관됨 2020-01-13 - 웨이백 머신 by Frank Jones
- 매스월드